# Copa de Competencia de Segunda División
La Copa de Competencia de Segunda División fue la denominación común de distintos torneos oficiales, organizados entre 1903 y 1927, por las sucesivas entidades posteriormente convertidas en la Asociación del Fútbol Argentino, oficiales y disidentes. Por regla general, se disputaban por eliminación directa, en forma paralela al campeonato de Segunda División.

## Ediciones
En las distintas ediciones, tomó diferentes denominaciones, según el trofeo puesto en juego y la asociación que la organizó. Hasta 1910, las regidas por los entes oficiales se las llamó Copa de Competencia «Adolfo Bullrich», por el trofeo que otorgaban. Las copas organizadas por las entidades disidentes, no llevaron ningún nombre específico.
| Años        | Trofeo            | Entidad organizadora                       |
| ----------- | ----------------- | ------------------------------------------ |
| 1903 a 1910 | «Adolfo Bullrich» | Argentine Football Association             |
| 1911 a 1926 | Sin otro nombre   | Argentine Football Association             |
| 1911 a 1926 | Sin otro nombre   | Asociación Argentina de Football (d. 1912) |
| 1913 a 1914 | Sin otro nombre   | Federación Argentina de Football           |
| 1920 a 1926 | Sin otro nombre   | Asociación Amateurs de Football            |
| 1927        | Sin otro nombre   | Asociación Amateur Argentina de Football   |

## Historial

### Segunda categoría del fútbol argentino
| Edición                             | Campeón                             | Resultado (Des.)                    | Subcampeón                          | Sede de la final                    | Notas                                                   |
| Copa de Competencia Adolfo Bullrich | Copa de Competencia Adolfo Bullrich | Copa de Competencia Adolfo Bullrich | Copa de Competencia Adolfo Bullrich | Copa de Competencia Adolfo Bullrich | Copa de Competencia Adolfo Bullrich                     |
| ----------------------------------- | ----------------------------------- | ----------------------------------- | ----------------------------------- | ----------------------------------- | ------------------------------------------------------- |
| 1903                                | San Martín                          | 1 - 0                               | Estudiantes                         | Belgrano, Buenos Aires              |                                                         |
| 1904                                | Barracas II                         | 2 - 0                               | Lomas Juniors                       | Belgrano, Buenos Aires              | Primera copa nacional ganada por un segundo equipo.     |
| 1905                                | Belgrano III                        | 1 - 0                               | San Martín                          | Palermo, Buenos Aires               | Primera copa nacional ganada por un tercer equipo.      |
| 1906                                | Porteño                             | 4 - 1                               | Porteño II                          | Palermo, Buenos Aires               | Primer final disputada por equipos de la misma entidad. |
| 1907                                | Gimnasia y Esgrima                  | 2 - 0                               | Porteño III                         | Palermo, Buenos Aires               |                                                         |
| 1908                                | Atlanta                             | 2 - 1                               | Instituto Americano                 | Palermo, Buenos Aires               |                                                         |
| 1909                                | Independiente                       | 2 - 1                               | San Isidro II                       | Caballito, Buenos Aires             |                                                         |
| 1910                                | Racing                              | 2 - 0                               | River Plate II                      | Buenos Aires                        |                                                         |
| 1934                                | Boca Juniors II                     | 1 - 0                               | Defensores de Belgrano              | Buenos Aires                        | Organizada por la actual AFA.                           |

### Tercera categoría del fútbol argentino
| Edición                                 | Campeón                                 | Resultado (Des.)                        | Subcampeón                              | Sede de la final                        | Notas                                   |
| Copa de Competencia de Segunda División | Copa de Competencia de Segunda División | Copa de Competencia de Segunda División | Copa de Competencia de Segunda División | Copa de Competencia de Segunda División | Copa de Competencia de Segunda División |
| --------------------------------------- | --------------------------------------- | --------------------------------------- | --------------------------------------- | --------------------------------------- | --------------------------------------- |
| 1911                                    | River Plate II                          | 1 - 0                                   | Racing II                               | Avellaneda                              |                                         |
| 1912                                    | Ferro Carril Oeste II                   |                                         |                                         |                                         |                                         |
| 1914                                    | Martínez                                |                                         |                                         |                                         |                                         |
| 1915                                    | Liberal Argentino                       |                                         |                                         |                                         |                                         |
| 1916                                    | Sp. Barracas                            |                                         |                                         |                                         |                                         |
| 1917                                    | AlmagroSp. Argentino                    | 1 - 02 - 0                              | General MitreBoulogne                   |                                         |                                         |
| 1918                                    | Del Plata                               |                                         | Barracas Juniors                        |                                         |                                         |
| 1919                                    | Argentino de Banfield                   |                                         | Centenario                              |                                         |                                         |